# Paul Madeline
Pour les articles homonymes, voir Madeline.
Paul Madeline, né à Paris le 7 octobre 1863 et mort dans cette même ville le 12 février 1920, est un peintre post-impressionniste français.

## Biographie
Elève de Chaly, Paul Madeline étudie aux Beaux-Arts de Paris. Parallèlement à ses études, il travaille dans l’édition et peint lors de ses temps libres. 
En 1894, il découvre la Creuse à la suite d'un repas chez un ami, grâce à sa rencontre avec Maurice Rollinat et Léon Detroy. C'est alors que Madeline tombe sous le charme de ces lieux. Il y reviendra plusieurs mois par an — en automne notamment — et peindra les paysages qui l’entoure. Il est l’une des figures majeures des peintres de la Creuse. 
Il expose quelque temps plus tard au Salon des artistes français et y deviendra membre permanent, ainsi que du Salon de la Société nationale des beaux-arts et du Salon d'Automne.
Mention honorable en 1897, il expose en 1900 deux tableaux à l'Exposition Universelle : Le port Saint-Nicolas à Paris et Effet du matin, sur la Creuse. Il remporte une nouvelle mention honorable. Son atelier est alors situé 17, quai Voltaire à Paris.
Son succès lui permettra de vivre de son art à partir de 1902.
En 1914, lors de la Première Guerre mondiale, il est réquisitionné en tant que « peintre mobilisé ».

## Œuvres dans les collections publiques
- Châteauroux, musée Bertrand : 
  - Paysage d'automne, 1904, huile sur toile[5];
  - Paysage de la Creuse, huile sur toile[6];
  - Paysage de la Creuse, huile sur toile[7];
  - Paysage de la Creuse, huile sur toile[8]
- La Châtre, musée George-Sand et de la Vallée Noire :
  - Bords de la Creuse, 1899, huile sur toile[9]. ;
  - Moulin de la Folie, huile sur toile[10] ;
  - Paysage, huile sur toile[11].
- Dreux, musée d'Art et d'Histoire
  - Paysage, huile sur toile, 55 × 65 cm, legs de Marie Gain, 1972 (inv. D972.006.010)[12].
- Nantes, musée d'Arts :
  - Le vieux Moulin, huile sur toile[13].
- Paris, maison de Victor Hugo :
  - Maison de Victor Hugo, rue Notre-Dame-des-Champs, 1905, huile sur toile.
- Pau, musée des Beaux-Arts :
  - Le Vallon, huile sur toile[14].
- Reims, musée des Beaux-Arts :
  - La Cathédrale de Reims en flammes, dessin[15].
- Rouen :
  - Académie de Rouen : Champs dans la Vallée de la Seine, 1905, huile sur toile[16].
  - hôtel de ville de Rouen : Les Abords de la ferme, coucher de soleil, 1905, huile sur toile[17].
  - musée des Beaux-Arts : Prairies, huile sur toile[18].

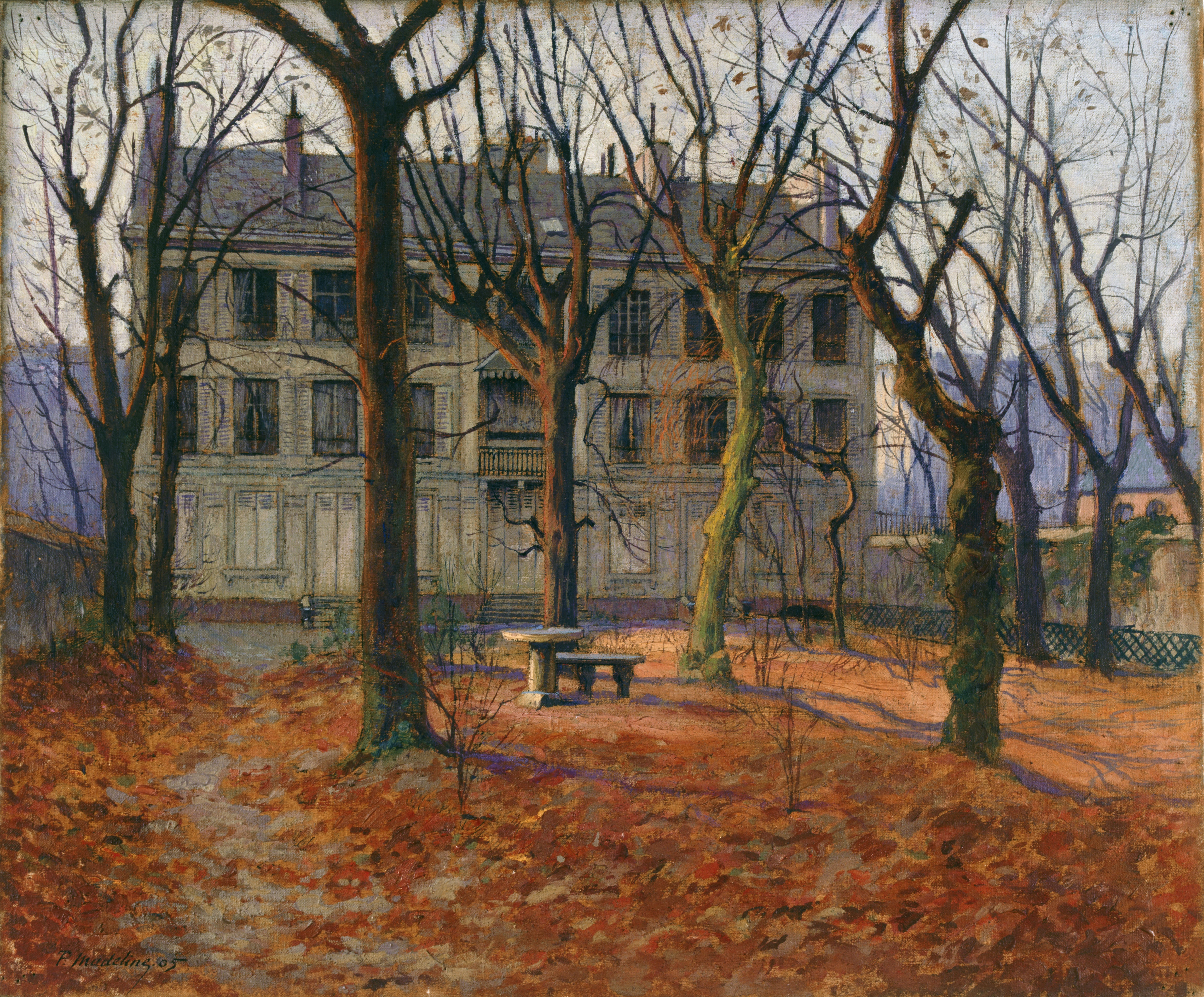
Maison de Victor Hugo, rue Notre-Dame-des-Champs (1905), Paris.
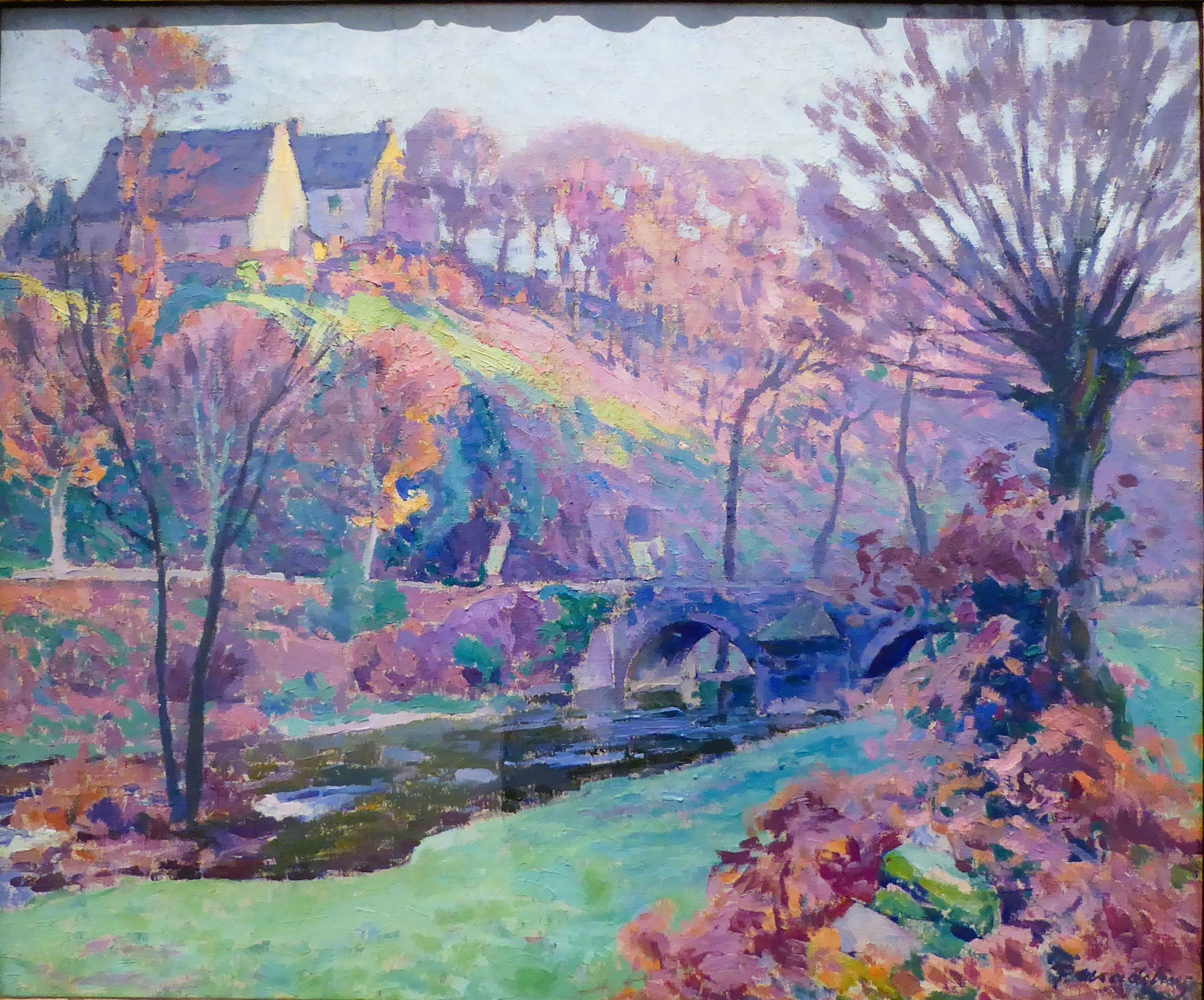
Paysage, musée d'Art et d'Histoire de Dreux.